# Faro de Punta Abona
Der Faro de Punta de Abona ist ein Leuchtturm an der Südostküste der Kanarischen Insel Teneriffa zwischen den Orten Abades und Poris de Abona. Er wird von der Autoridad Portuaria de S/C de Tenerife (Hafenbehörde für die Provinz Santa Cruz de Tenerife) verwaltet.

## Der alte Turm

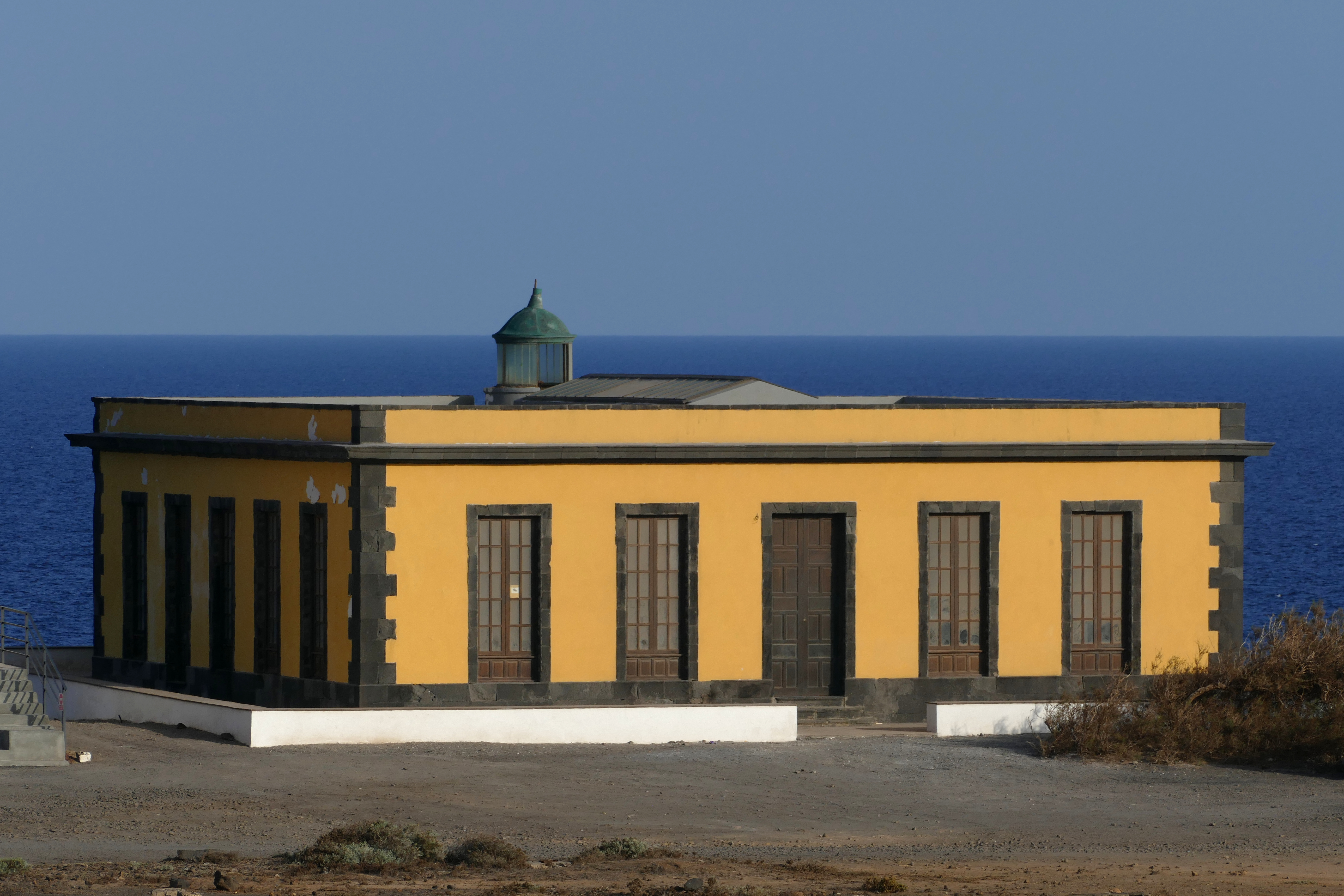
Der alte Leuchtturm (2018)

Der alte Turm ist lediglich ein rechteckiges, eingeschossiges Leuchtturmwärterhaus. Eine Lichtkuppel befindet sich in etwa in 6 Meter Höhe, direkt auf dem Dach auf der seewärtigen Seite. Der Turm wurde im Jahr 1902 als Navigationshilfe für die Küstenschifffahrt zwischen Santa Cruz de Tenerife und den Häfen der westlichen kanarischen Inseln eröffnet. Der Turm ist seit 1976 nicht mehr in Betrieb. Das Gebäude und die Lichtkuppel sind heute noch erhalten. Zwischen 2003 und 2005 wurde das Gebäude durch eine Maßnahme für arbeitslose Jugendliche für über 700.000 € aus öffentlichen Geldern renoviert, mit dem Ziel dort zuerst eine Hotelschule und schließlich ein Restaurant zu eröffnen. Nach Beendigung der Maßnahme wurden die Pläne verworfen.

## Der neue Turm
Im Jahr 1978 wurde der neue Turm, direkt neben dem alten Turm in Betrieb genommen. Es handelt sich um einen zylindrischen, 39 Meter hohen Turm aus Beton. Der weiße Turm verfügt drei rote Bänder. Die Feuerhöhe beträgt 54 Meter. Der Turm steht auf einer Klippe direkt am Atlantischen Ozean, etwa 15 msnm und ist über eine Straße von Poris de Abona zu erreichen. Er ist unter der internationalen Nummer D-2829 sowie der nationalen Kennung 12870 registriert und bestrahlt einen Sektor von 213,6 bis 040,3 Grad. Dieser Turm ist eine kleinere Variante des Faro de Fuencaliente, der sich auf der Insel La Palma befindet. Neben der Lichtkuppel befindet sich ein Ausleger für eine Radaranlage. Am Turm sind weiterhin Richtfunkantennen montiert.